# Sophia Görlich
Sophia Görlich (* 21. Dezember 1998) ist eine ehemalige deutsche Skispringerin.

## Werdegang
Sophia Görlich, aufgewachsen in Hasenthal im thüringischen Landkreis Sonneberg, begann 2005 im Alter von sechs Jahren gemeinsam mit ihrer Zwillingsschwester Luisa Görlich beim WSV 08 Lauscha mit dem Skispringen. Auf Empfehlung ihres Jugendtrainers Jens Greiner-Hiero lernte und trainierte sie am Sportgymnasium Oberhof.
Nach zahlreichen guten Platzierungen im Alpencup startet sie im Sommer 2015 im Continentalcup und war C-Kader der Nationalmannschaft.
Während des Continentalcups im norwegischen Notodden am 11. Dezember 2015 stürzten Sophia Görlich wie auch Ulrike Gräßler (VSC Klingenthal) schwer und zogen sich erhebliche Verletzungen zu. Görlich riss sich das vordere Kreuzband des rechten Beines und zog sich Verletzungen des Innen- und Außenmeniskus, der Außenbänder sowie eine Knorpel-Stauchung am Oberschenkelknochen zu und beendete in der Folge ihre Karriere.
Auch Luisas zweite Schwester Emilia war Nachwuchsskispringerin in Lauscha und ist heute als Nordische Kombiniererin aktiv. Zur Trainingsgruppe der drei Schwestern gehörte auch Pauline Heßler.

## Erfolge

### Continental-Cup-Platzierungen
| Saison  | Platz | Punkte |
| ------- | ----- | ------ |
| 2015/16 | 16.   | 103    |